# 本能性溺水反应
本能性溺水反应是人在接近溺水时做出的本能反应。

## 描述
尽管有时溺水之前可能会有恐慌和激烈的反应，但溺水本身发生得很快，而且溺水者常常无法发出声音 。接近溺水的人无法将嘴巴保持在水上足够长的时间以正常呼吸，也无法大喊大叫。由于缺乏空气，他们无法挥舞手臂或进行其他吸引注意力的自愿性动作。自主神经系统进行的非自愿动作包括用手臂侧向拍打或划水，以将其向下压入水中，从而使嘴抬起足够长的时间以进行呼吸，并向后倾斜头部。作为一种本能反应，这不是有意识的。
腿部运动不足、直立的姿势、无法说话或使嘴巴始终保持在水面上，以及（当救援人到达身边试图营救时）没有预期地迎合营救的行动，这些都是本能性溺水反应的表现。

### 时间
从开始溺水到沉入水下，本能反应持续的时间通常不超过20-60秒。相比之下，一个仍能喊叫并使嘴巴始终保持在水面之上的人可能会感到痛苦，但与无法做到这一点的人相比，并没有立即溺水的危险。 

## 识别溺水者
对于一个未经培训的旁观者而言，溺水者是否遇险可能并不明显。溺水者可能表面上看起来在安全地游泳，而实际上是在从表面沉入水下的20-60秒之内。他们将手臂向侧面伸展，向下按压水面，以将嘴巴从水中抬起。 
溺水者未被水淹没时，只能迅速呼吸，而没法喊叫以寻求帮助。由于他们向侧面伸展手臂并努力将嘴从水中抬起，他们无法挥手、踢腿、游向救援者、或抓住绳索及其他救援设备。那些不熟悉溺水的人可能误解为他们只是“在水中嬉戏”，而数米之外的其他游泳者可能无法意识到发生了紧急情况。 
救生員和接受过救援训练的其他人员可以通过观察这些本能行为来识别溺水者。 

## 对救援人员的危险
在没有救生员或其他训练有素的人员的紧急情况下，建议救援者在接近、营救或做心肺复苏之前，等待受害者停止移动或沉入水下。在发生本能性溺水反应时，溺水者会试图抓住附近的任何固态物体以获得空气，这可能会导致救援人员和原溺水者双双溺水。 

## 研究与发现
普遍溺水行为是由弗兰克·皮亚（Frank Pia）在研究了溺水和接近溺水的录像镜头之后确定的，并记录于他1971年的指导性电影《关于溺水》和1974年的论文《对不会游泳者溺水情况的观察》中。 
当时，人们普遍认为溺水会表现出一些不安的动作，尽管皮亚引用的一篇较早的（但未明确）的1966年论文同样观察到不一定是这种情况。 